# Туре, Визир
Визир Туре (фр. Vizir Touŕe; 3 июля 1980) — бенинский футболист, центральный защитник ФК «Солей» (Котону) и играющий тренер.

## Клубная карьера
Визир Туре всю свою карьеру провел в клубе «Солей» из города Котону. Визир Туре играл на позиции центрального защитника.

## Карьера в сборной
Визир Туре получал вызовы в сборную в 2001 году, и сыграл свой первый матч 5 ноября 2001 года против Мавритании. Он забил один гол и помог Бенину победить 2:0. Следующий — и последний — товарищеский матч он провел 14 января 2002 года против сборной Алжира (0:4).

## Тренерская карьера
Визир Туре одновременно работает в клубе «Солей» за игрока и за тренера. Также он работает в качестве главного тренера и тренеря юниоров академии ЖА Котону, выступающей в Высшей лиге Бенина.
В сборной он работал ассистентом главного тренера в тренерском штаба Умара Чомого.

## Вне футбола
В 2011 году Визир Туре проходил по делу о коррупции в Федерации футбола Бенина и возможных договорных матчах как свидетель.

## Достижения
«Солей»
- Группа А Чемпионата Бенина: Вице-чемпион: 2003[9]
- Группа Б Чемпионата Бенина: Третье место: 2001/2002[10]
- Чемпионат Бенина: Вице-чемпион: 2007[11]
- Кубок Бенина: финалист: 2003